# El colós de Rodes
|  | Aquest article tracta sobre la pel·lícula de 1961. Si cerqueu l'estàtua del segle iii aC, vegeu «Colós de Rodes». |

El colós de Rodes (títol original en castellà: El coloso de Rodas; en francès: Le Colosse de Rhodes; en italià: Il colosso di Rodi) és una pel·lícula franco-italo-espanyola dirigida per Sergio Leone el 1961. Ha estat doblada al català. Va ser la primera pel·lícula que es va emetre en valencià a Canal 9 el 9 d'octubre del 1989.

## Argument[3]
Darios, heroi militar grec, ret visita al seu oncle a  Rodes el  280 abans de JC. Rodes tot just ha acabat la construcció d'una enorme estàtua d'Apol·lo (el colós) per protegir el seu port i considera una aliança amb Fenícia contra Grècia. Darios s'enamora de la bella Diala, filla de l'arquitecte de l'estàtua, però també està implicat amb un grup de rebels dirigits per Peliocles. Aquests rebels intenten atropellar el tirà Xerxès, igualment d'altra banda que el seu segon, Therion. Els rebels són capturats i són forçats a divertir la multitud al desert, però un terratrèmol tira a terra el colós i... el poder.

## Repartiment
- Rory Calhoun: Darios
- Lea Massari: Diala
- Georges Marchal: Peliocles
- Conrado San Martín: Therion
- Ángel Aranda: Koros
- Mabel Karr: Mirté
- George Rigaud: Lissipos
- Roberto Camardiel: Xerxes
- Mimmo Palmara: Ares
- Félix Fernández: Carete
- Carlo Tamberlani: Xenon
- Alfio Caltabiano: Creon
- Antonio Casas: ambaixador fenici
- Yann Larvor: Mahor
- Fernando Calzado: Sirion
- Ignazio Dolce

## Al voltant de la pel·lícula
Encara que ja tenia una certa experiència en la direcció, sembla que aquesta pel·lícula és la primera que Sergio Leone va ser l'únic responsable. Però és també la pel·lícula que més es va estimar realitzar. A més, hi fa algunes aparicions en moviments de multitud. La pel·lícula va ser rodada al port de Laredo, a Cantàbria.